# Maurus (geslacht)
Maurus is een geslacht van vlinders van de familie van de Lycaenidae (Kleine pages, vuurvlinders en blauwtjes). De wetenschappelijke naam en de beschrijving van dit geslacht werden voor het eerst in 1991 gepubliceerd door Zsolt Bálint. 
Dit geslacht is monotypisch, dat wil zeggen dat het maar één soort heeft namelijk het Marokkaans bruin blauwtje (Maurus vogelii (Oberthür, 1920)) uit Marokko.